# Everett (Washington)
Everett je grad u američkoj saveznoj državi Washington. Prema popisu stanovništva iz 2010. u njemu je živjelo 103.019 stanovnika.